# Acanthocera anacantha
Acanthocera anacantha är en tvåvingeart som beskrevs av Lutz och Arthur Neiva 1915. Acanthocera anacantha ingår i släktet Acanthocera och familjen bromsar. Inga underarter finns listade i Catalogue of Life.